# Tibetische Astronomie

Der Aufbau der Welt nach der tibetischen Astronomie. Die Größen von Sonne und Mond sind nicht maßstabsgerecht dargestellt.

Die tibetische Astronomie (tib.: skar rtsis, „Kalkulation der Stern(orte)“) ist die im historischen Tibet verbreitete Wissenschaft (tib.: rig gnas; „Ort des Wissens“) über den Aufbau der Erde und des Weltalls, über die Kalenderrechnung genannte Errechnung der Struktur und der Bestandteile des tibetischen astronomischen Kalenders, über die Berechnung der Bewegung der in Tibet bekannten zehn Planeten einschließlich der Sonne, des Mondes, der Mondbahnknoten sowie des Kometen Encke und über die Berechnung von Sonnen- und Mondfinsternissen. Durchgeführt wurden die astronomischen Berechnungen mit dem tibetischen Sandabakus.
Die tibetische Astronomie und ihre Berechnungen werden auch heute noch sowohl in Tibet als auch außerhalb Tibets zur Erstellung des jährlichen Kalenders praktiziert.

## Geschichte

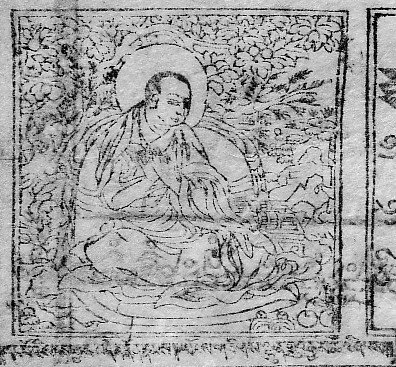
Der Astronom Phugpa Lhündrub Gyatsho (1. Hälfte des 15. Jahrhunderts)

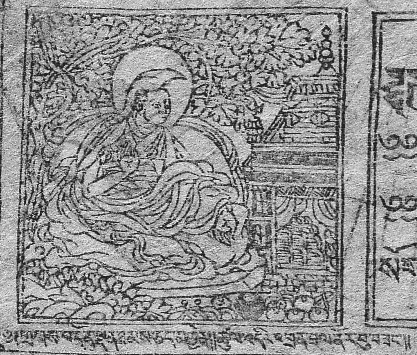
Der Astronom Norsang Gyatsho (2. Hälfte des 15. Jahrhunderts)

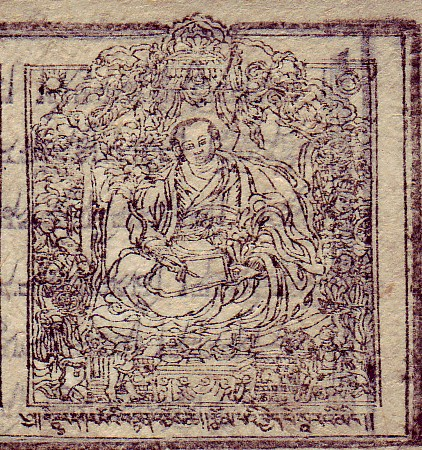
Der Regent und Astronom Sanggye Gyatsho

Die tibetische Astronomie ist indischen Ursprungs, da sie auf den astronomischen Lehren des ersten Kapitels des Kālacakratantra beruht, eines indischen tantrischen Lehrtexts, dessen Sanskrit-Textversion nicht vor 1027 entstanden sein kann und der in der 2. Hälfte des 11. Jahrhunderts erstmals ins Tibetische übersetzt wurde.
Die im Kālacakratantra enthaltenen astronomischen Berechnungen entsprechen dem, was in zahlreichen praktischen Rechenbüchern der indischen Astronomie und Kalenderrechnung üblicherweise dargestellt wurde. In Sanskrit werden solche Rechenbücher Karaņa bzw. später im Tibetischen byed rtsis („Praktisches Rechnen“) genannt. Die verwendeten Rechengrößen wurden zur Erleichterung der praktischen Durchführung der Rechnungen in solchen Werken verkürzt bzw. aufgerundet.
Ausgangspunkt der Entwicklung einer eigenen tibetischen Astronomie war die in dem kanonischen Text Vimalaprabhā, einem Kommentar zum Kālacakratantra, verbreitete These, Ungläubige hätten die wahre, vom Buddha gelehrte und in einem verlorengegangenen Wurzel-Tantra (tib.: rtsa rgyud) aufgezeichnete Astronomie in böswilliger Absicht verfälscht und diese Verfälschungen im ersten Kapitel des Kālacakratantra verbreitet.
Die Aufgabenstellung der tibetischen Astronomen wurde somit von ihnen selbst letztendlich als „Rekonstruktion der wahren, von Buddha gelehrten Siddhānta-Astronomie“ verstanden, die im Tibetischen als grub rtsis bezeichnet wurde. Beobachtungen des Sternhimmels waren eigentümlicherweise für die Entwicklung dieser Astronomie ohne nennenswerte Bedeutung.
Im 15. Jahrhundert bildeten sich in Tibet verschiedene Schultraditionen der Astronomie heraus. Die bekanntesten von ihnen waren die Phug-pa-Schule und die mTshur-phu-Schule.
Infolge der intensiven Beschäftigung mit der Astronomie und der Kalenderrechnung entstanden in Tibet zahlreiche Werke zur Astronomie, von denen die wichtigsten als Blockdrucke veröffentlicht wurden. Zu erwähnen ist hier insbesondere der Vaiḍūrya dkar po des Regenten Sanggye Gyatsho.
Für die Entwicklung der tibetischen Astronomie und Kalenderrechnung bedeutende Persönlichkeiten waren unter Anderen Chögyel Phagpa, Butön Rinchen Drub, Phugpa Lhündrub Gyatsho, Norsang Gyatsho, Pelgön Thrinle, Tshurphu Jamyang Chenpo Döndrub Öser, der Regent Sanggye Gyatsho, Karma Ngeleg Tendzin (tib.: karma nges legs bstan 'dzin) und der Nyingma-Gelehrte Lochen Dharmaśrī (1654–1717).

## Aufbau der Erde und des Sternhimmels

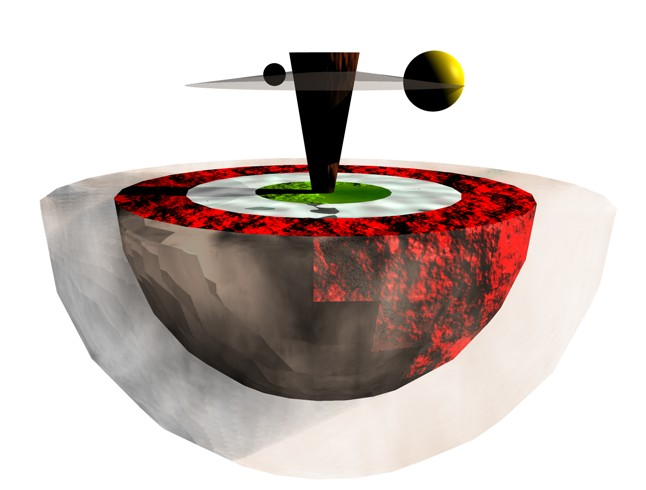
Vereinfachte 3D Darstellung des tibetischen astronomischen Weltbilds. Die abgeschlossene Region unterhalb des Weltbergs und die als Kopf dargestellte Region über dem Weltberg wurde weggelassen.

Die Erde wird als Halbkugel vorgestellt. Sie besteht aus vier Kugelschalen, die materialmäßig aus einem der Elemente Luft, Feuer, Wasser und Erdreich bestehen. Hierbei bildet die Luft die äußere Halbkugel, auf die Feuer, Wasser und der aus Erde bestehende Kern folgen. Aus der ebenen Schnittfläche dieser Halbkugel ragt inmitten des aus Erde bestehenden Kerns der runde Weltberg (tib.: ri rab, lhun po) empor.
Um den Weltberg bewegen sich auf dem Mantel eines Kegelstumpfes Sonne, Mond und die Planeten. Während sich die Fix-Sterne über die ganze Himmelshalbkugel verteilen, die sich im Uhrzeigersinn angetrieben durch einen Treibwind einmal pro Tag um den Weltberg dreht, besitzen Sonne, Mond und Planeten zusätzlich eine Eigenbewegung (tib.: rang 'gros) die bewirkt, dass sich diese Himmelskörper mit unterschiedlicher Geschwindigkeit zusätzlich gegen den Uhrzeigersinn um den Weltberg bewegen.

## Ekliptik und Winkelmaße

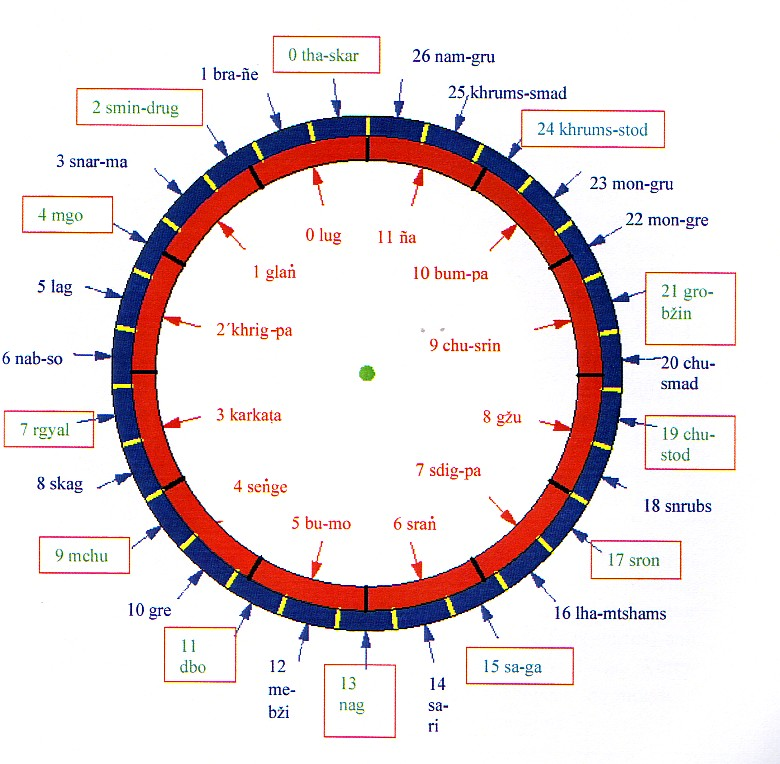
Die tibetische Aufteilung der Ekliptik in 12 Tierkreiszeichen (rot) und 27 Mondhäuser (blau)

Der Großkreis, der durch die Projektion der scheinbaren Bahn der Sonne im Verlauf eines Jahres auf der Himmelskugel entsteht wird Ekliptik genannt. Auf ihm bewegen sich vom Standpunkt der Erde aus gesehen bei geringfügigen Abweichungen in der sogenannten Breite, alle Planeten einschließlich des Mondes.
Die erste Aufteilung dieses Großkreises in Tibet ist die in 12 Tierkreiszeichen, die tibetisch als khyim bezeichnet wurden. Für die astronomischen Berechnungen wurden sie mit den Zahlen 0 bis 11 gezählt und bezeichnet. Das Gleiche gilt für die Einteilung der Ekliptik in die sogenannten 27 Mondhäuser bzw. Mondstationen, die tibetisch als rgyu-skar bezeichnet wurden und die, wie auf der Abbildung links unten in blauer Farbe dargestellt ist, von 0 bis 26 gezählt wurden.
Die Bogen- bzw. Winkelmaßeinheit rgyu skar wurde in 60 chu tshod „Bogenstunden“ unterteilt. Die chu tshod wurden in 60 chu srang „Bogenminuten“ unterteilt. Eine chu srang bestand aus 6 dbugs „Bogenatemzug“, die wiederum in „Teile“ (tib.: cha shas) mit zum Teil unterschiedlicher Größe unterteilt wurden. Es wird deutlich, dass mit diesem System von Winkelmaßen die ekliptikalen Längen von Sonne, Mond und der Planeten sehr genau bestimmt werden konnten.

## Rechenmethoden in der tibetischen Astronomie

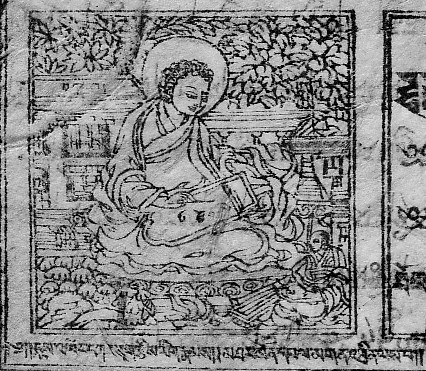
Der Astronom Pelgön Thrinle (15.–16. Jahrhundert) rechnet mit dem Sandabakus

Die astronomischen Berechnungen der Tibeter wurden auf dem Sandabakus durchgeführt. Die entsprechenden Rechenanweisungen, die den Kern der tibetischen Darstellungen astronomischer Berechnungen bilden, gleichen heutigen Computerprogrammen. Die Besonderheit ist, dass lineare Gleichungen zur Berechnung der ekliptikalen Längen von Planeten, zeitlichen Größen und der Mittelpunktsgleichungen von Himmelskörpern ausschließlich als Programmtexte zur Durchführung von Berechnungen auf dem Sandabakus formuliert wurden. Die Lösung mathematischer Aufgabenstellungen durch das Denken in den Programmstrukturen des Sandabakus ist eine Besonderheit der tibetischen Mathematiker und Astronomen.
Die Zahlenwerte einer Größenangabe, bei der man nicht dem Dezimalsystem folgt, werden auf dem Sandabakus untereinander geschrieben. Die an der jeweiligen Stelle notierte Zahl ist in der tibetischen Astronomie bzw. beim Rechnen auf dem Sandabakus stets eine ganze Zahl. Die Stellen sind stets übereinander platziert, also zum Beispiel für 3 rgyu-skar, 26 chu-tshod, 5 chu-srang und 4 dbugs:
- 3
- 26
- 5
- 4

Die Stellenwerte sind in diesem Beispiel (von oben nach unten) 27, 60, 60 und 6. Sie werden in Tibet nicht gesondert notiert.
Um solche Zahlen raumsparender wiederzugeben, werden im Folgenden die Zahlgrößen in eckigen Klammern mit Kommata getrennt notieren und die Stellenwerte dahinter durch einen Schrägstrich getrennt in runden Klammern angegeben. Der vorstehende Zahlenwert wird also als [3,26,5,4]/(27,60,60,6) wiedergegeben. Allgemein gesprochen werden im Folgenden solche, meist fünfstellige Zahlen als [{\displaystyle a_{1}},{\displaystyle a_{2}},{\displaystyle a_{3}},{\displaystyle a_{4}},{\displaystyle a_{5}}]/({\displaystyle st_{1}},{\displaystyle st_{2}},{\displaystyle st_{3}},{\displaystyle st_{4}},{\displaystyle st_{5}}) geschrieben, wobei {\displaystyle a_{n}} Ganze Zahlen und {\displaystyle st_{n}} die Stellenwerte sind.
Als besondere Schreibweise wird mit {\displaystyle \lceil {\frac {a}{b}}\rceil } das Ergebnis der Division zweier Ganzer Zahlen ohne Rest und mit {\displaystyle \lfloor {\frac {a}{b}}\rfloor } der Rest dieser Division bezeichnet.

## Zeitrechnung

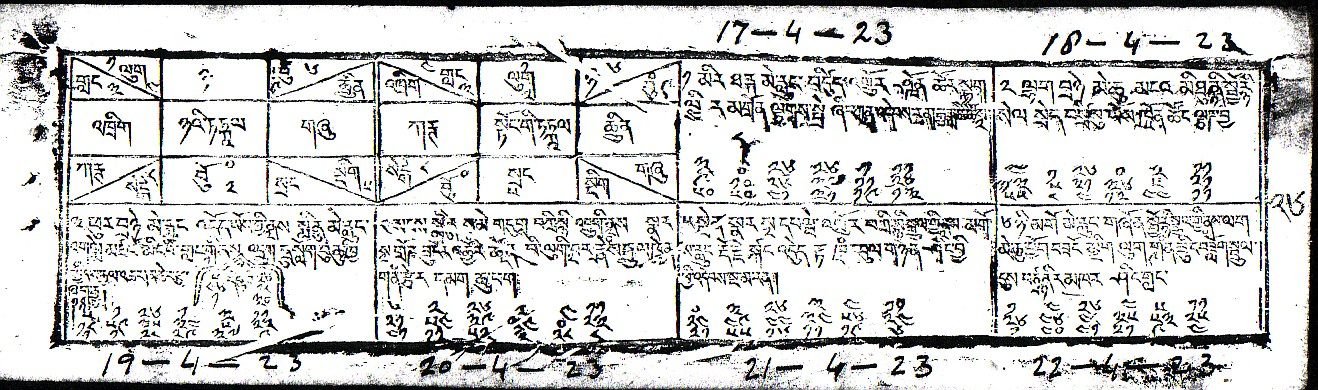
Tibetischer Kalender: Beginn des 3. Hor-Monats im tibetischen Kalender aus Lhasa für das Wasser-Schwein Jahr 1923/24

Für die tibetische Zeitrechnung ordnet sich das Weltgeschehen zeitlich in zyklischen Strukturen. Dabei sind die Zeiteinheiten dieser Zyklen in der Regel durch astronomische Phänomene definiert. Das Weltalter beginnt und endet mit dem Zusammentreffen aller Planeten am Nullpunkt der Ekliptik, das Jahr ergibt sich aus der Vollendung der scheinbaren Umdrehung der Sonne um die Erde, der Monat beschreibt die Zeitspanne zwischen zwei Neumonden und der Kalendertag ist der natürliche Tag.
Der mit der astronomischen Kalenderrechnung erstellte Almanach ist ein lunisolarer Kalender.
Im Zentrum der  tibetischen Zeitrechnung steht die Berechnung des Datums (lunarer Tag) innerhalb eines Monats, mit dem ein natürlicher Tag bzw. Wochentag innerhalb eines Monats gezählt wird. Des Weiteren werden für jeden Wochentag die ekliptikalen Längen von Sonne und Mond sowie zwei weitere astrologisch bedeutsame Größen berechnet, die als byed pa (Sanskrit: karaṇa) und sbyor ba (Sanskrit: yoga) bezeichnet werden. Da die Rechnungen auf die Feststellung dieser fünf Komponenten hinauslaufen, wird die Kalenderrechnung auch als yan lag lnga bsdus „Zusammenfassung von fünf Komponenten“, häufig abgekürzt zu lnga bsdus, bezeichnet.

## Mittlere Umlaufzeiten von Sonne und Mond sowie der fünf Planeten Merkur, Venus, Mars, Jupiter und Saturn
Seit dem 15. Jahrhundert faszinierte es die Tibetischen Astronomen, die mittleren siderischen Umlaufzeiten (tib.: dkyil 'khor) sowie die mittleren Winkelgeschwindigkeiten (tib.: dus longs) von Sonne, Mond und den fünf Planeten auf dem Sandabakus berechnen zu können. Dabei interessierte sie die mathematische Berechnung dieser Größen bezogen auf die drei Tagesarten (zhag gsum), nämlich Zodiak-Tag (khyim zhag), lunarer Tag (tib.: tshes zhag) und natürlicher Tag (nyin zhag). Aus diesem Grund wurden diese Berechnungen auch zhag gsum rnam dbye „Analyse nach den drei Tagesarten genannt.“ Die Tibetischen Astronomen brauchten letztendlich mehrere Jahrhunderte, um die damit gegebenen arithmetischen Probleme der Kalkulationen mit mehrstelligen Zahlensystemen zufriedenstellend zu lösen.
Grundlegend für alle Kalkulationen war die Größenverhältnisse zwischen mittlerem Zodiak Tag und mittlerem lunaren Tag, nämlich
A= [1,2]/(-,65) = {\displaystyle 1+{\frac {2}{65}}={\frac {67}{65}}},
und zwischen mittlerem lunarem Tag und natürlichem Tag, nämlich
B = 1 – [0,1,1]/(-,64,707) = {\displaystyle 1-{\frac {1+{\frac {1}{707}}}{64}}}.

### Die zeitlichen Längen von lunarem Tag und Zodiak-Tag
Zunächst interessierten sich die Tibetischen Astronomen für die zeitlichen Längen d in den astronomischen Zeiteinheiten lunarer Tag (tib.: tshes zhag) und Zodiak-Tag (tib.: khyim zhag).
Da per Definition die Länge eines natürlichen Tages 21600 Atemzüge (tib.: dbugs) beträgt, was [1,0,0,0,0]/(-,60,60,6,707) d entspricht, multipliziert man diesen Betrag mit B= 1 – [0,1,1]/(-,64,707) = {\displaystyle 1-{\frac {1+{\frac {1}{707}}}{64}}}. Das Ergebnis, [0,59,3,4,16]/(-,60,60,6,707) d, ist die zeitliche Länge des lunaren Tages.
Zur Ermittlung der zeitlichen Länge des Zodiak-Tages multipliziert man dieses Ergebnis mit A = [1,2]/(-,65) = {\displaystyle 1+{\frac {2}{65}}}. Das Ergebnis,  [1,0,52,4,168, 50]/( -,60,60,6,707,65) d, ist die zeitliche Länge des Zodiak-Tages.

### Siderische Umlaufzeit und Winkelgeschwindigkeit der Sonne
Da per Definition die Umlaufzeit der Sonne ({\displaystyle U_{S,ZT}}) = 360 Zodiak Tage beträgt (tib.:  nyi ma´i  khyim zhag dkyil´khor), ergibt 360 • A die Umlaufzeit der Sonne in mittleren lunaren Tagen (tib.: nyi ma'i tshes zhag dkyil 'khor):
{\displaystyle U_{S,LT}} = [371,4,36,5,7]/(-,60,60,6,13).
Multipliziert man dieses Ergebnis mit B, rechnet also 360 • A • B, so erhält man die Umlaufzeit der Sonne in natürlichen Tagen (tib.: nyi ma'i nyin zhag dkyil 'khor):
{\displaystyle U_{S,d}} = [365,16,14,1]/(-, 60,60,6,13,707) d.
Dies ergibt als Länge des tropischen Jahres den Betrag 365,2705 d, was im Unterschied zur tatsächlichen Länge des tropischen Jahres von ca. 365,2422 eine Differenz von 0,0283 d bedeutet. Hieraus resultierte in Tibet eine Verschiebung des mittleren Jahresanfangs von 28,3 d, also von fast einem ganzen Monat, in tausend Jahren. Tatsächlich ergeben entsprechende Berechnungen, dass die Jahresanfänge in Tibet nach den auf dem Kālacakratantra basierenden Kalenderrechnungen im 11. Jahrhundert zwischen dem 1. Januar und dem 1. Februar schwankten, während sie im 20. Jahrhundert fast ausnahmslos in den Zeitraum Februar–März fielen.
Für die Berechnung der mittleren Winkelgeschwindigkeit, also der Veränderung der mittleren Länge der Sonne, bezogen auf die jeweiligen Zeiteinheiten Zodiak-Tag, lunarer Tag und natürlicher Tag, gibt Sanggye Gyatsho in seinem Vaiḍūrya dkar po die allgemeine Regel an, das Winkelmaß für einen vollen Umlauf, d. s. 27 rgyu skar (Mondhäuser) oder 27 • 60 = 1620 chu tshod, durch die jeweilige Umlaufzeit eines Planeten zu dividieren. Wegen der arithmetischen Schwierigkeiten bei der Durchführung dieser Aufgabenstellung auf dem Sandabakus führt Sanggye Gyatsho die Rechenanweisungen für alle drei Tagesarten auf. Für die mittlere Winkelgeschwindigkeit der Sonne pro natürlichen Tag (tib.: nyi ma'i nyin zhag yul longs) errechnet sich danach der Betrag
1620: {\displaystyle U_{S,d}}  = [0,4,26,0,93,156]/(27,60,60,6,149,209) Mondhäuser.
Mittlere Winkelgeschwindigkeit der Sonne pro lunaren Tag (tib.: nyi ma'i tshes zhag yul longs):
1620: {\displaystyle U_{S,LT}} = [0,4,21,5,43]/(27,60,60,67).
Multipliziert man diesen Betrag mit 30, erhält man die mittlere Länge des Bahnbogens, den die Sonne in einem synodischen Monat zurücklegt:
[2,10,58,1,17]/(27,60,60,6,67).

### Umlaufzeit und Winkelgeschwindigkeit des Mondes
Nach einem synodischen Monat erreicht der Mond in der Ekliptik die Position der Sonne. Die mittlere Winkelgeschwindigkeit des Mondes pro synodischem Monat errechnen die tibetischen Astronomen damit, dass sie zum Winkelmaß eines vollen Umlaufs (27 • 60 = 1620 chu tshod) den mittleren Bahnbogen addieren, den die Sonne in einem synodischen Monat zurücklegt. Das Ergebnis dividiert man durch 30 und erhält somit die Winkelgeschwindigkeit des Mondes pro lunarem Tag (tib.: zla ba'i tshes zhag yul longs):
[0,58,21,5,43]/(27,60,60,6,67).
Zur Berechnung der Umlaufzeit des Mondes in lunaren Tagen (tib.: zla ba'i tshes zhag dkyil 'khor) dividiert man das Winkelmaß eines vollen Umlaufs durch die Winkelgeschwindigkeit pro lunarem Tag und erhält als Ergebnis
{\displaystyle U_{M,LT}} = [27,45,21,4,430]/(-,60,60,6,869).
Multipliziert man dieses Ergebnis mit B, also dem oben erwähnten Umrechnungsfaktor von lunaren Tagen in natürliche Tage, so erhält man die Umlaufzeit des Mondes in natürlichen Tagen:
{\displaystyle U_{M,d}} =  [27, 279,37,1250]/(-,869,64,1414) d.
Dieser Wert für die Umlaufzeit des Mondes entspricht 27,32166 d und ist im Vergleich zum exakten Wert 27,321674 d sehr genau.
Für die Winkelgeschwindigkeit des Mondes pro natürlichem Tag errechnen die tibetischen Astronomen den Betrag
[0,59,17,3,95367]/(27,60,6,149209) Mondhäuser.

### Umlaufzeiten der Planeten Merkur, Venus, Mars, Jupiter und Saturn
Für die siderischen Umlaufzeiten der 5 Planeten Merkur (tib.: lhag pa), Venus (tib.: pa sangs), Mars (tib.: mig dmar), Jupiter (tib.: phur bu) und Saturn (tib.: spen pa) wurden die entsprechenden Werte aus dem Kālacakratantra übernommen und in der Folgezeit nicht mehr geändert. Diese sind:
- Merkur 87,97 d (Exakter Wert 87,969 d).
- Venus 224,7 d (Exakter Wert 224,701 d).
- Mars  687 d (Exakter Wert 686,98 d).
- Jupiter 4.332 d (Exakter Wert 4.332,59 d)
- Saturn 10.766 d (Exakter Wert 10.759,21 d)

Diese Werte sind bis auf eine unwesentliche Abweichung beim Saturn erstaunlich genau.
Die Umrechnung dieser Größen in Datumstage und Zodiak-Tage und die Errechnung der entsprechenden Winkelgeschwindigkeiten erfolgt analog zu dem Verfahren, das zu den entsprechenden Werten der Sonne beschrieben wurde.

## Mittlere ekliptikale Längen der Planeten Merkur, Venus, Mars, Jupiter und Saturn

### Zahl der seit Epoche vergangenen natürlichen Tage
Zur Berechnung der mittleren Länge eines Planeten ermittelt man nach dem Kālacakratantra zunächst die Zahl der seit Epoche vergangenen natürlichen Tage. Dazu multipliziert man die Zahl der vergangenen lunaren Monate L(J,M) mit 30 und addiert die Zahl der vergangenen lunaren Tage T. Letzteres ist die Datumszahl, mit der ein Wochentag innerhalb eines Monats gezählt wird. Damit erhält man die Zahl der seit Epoche vergangenen lunaren Tage. Zur Umrechnung dieses Wertes in natürliche Tage verwenden alle Schulen der Tibetischen Astronomie wieder den Umrechnungsfaktor B = 1 – [0,1,1]/(-,64,707) = {\displaystyle 1-{\frac {1+{\frac {1}{707}}}{64}}}.
Spätere Schulen der Astronomie addieren zu der Zahl der vergangenen lunaren Tage im Subtrahenden noch einen bestimmten Betrag D. Dieser gibt mit {\displaystyle {\frac {1+{\frac {1}{707}}}{64}}} multipliziert die Tageszeit an, zu der erste lunare Tag in dem betreffenden Wochentag beginnt. Da dieser Betrag subtrahiert wird, verschiebt man mit 1 – D • {\displaystyle {\frac {1+{\frac {1}{707}}}{64}}} den Anfang der Berechnung der Zahl der vergangenen natürlichen Tage genau auf die Epoche, d. i. der Beginn des 1. Wochentages des 1. Monats des 1. Jahres.  Das Ergebnis
Tageszahl = {\displaystyle ((L(J,M)\cdot 30+T)-\lceil ((L(J,M)\cdot 30+T+D)({\frac {1+{\frac {1}{707}}}{64}})\rceil }
ist die sogenannten unklare (tib.: mi gsal) Zahl der seit Epoche vergangenen natürlichen Tage (tib.: nyin zhag gi grangs oder spyi zhag). Sie ist deshalb unklar, weil sie den Fehler aufweist, dass in ihr die durch die Unregelmäßigkeiten des Umlaufs von Sonne und Mond bedingten Veränderungen der Längen von lunaren Tagen nicht berücksichtigt sind. Aus diesem Grunde addiert man den Wochentag aus dem Anfangswert WA(m) und teilt das Ergebnis durch 7. Das Ergebnis vergleicht man mit dem aktuellen Wochentag des Kalenders und korrigiert die oben errechnete Tageszahl um die Differenz zwischen dem aktuellen Wochentag und dem errechneten Wochentag.
Die später vorgenommene Ergänzung durch die Addition von D im Subtrahenden, die im Kālacakratantra nicht vorkommt, ist insofern hyperkorrekt, als sie wegen der anschließenden mathematischen Korrektur zahlenmäßig keinerlei Auswirkung hat.

### Anfangswerte
Bei den Planeten werden die zur Epoche vorgegebenen Anfangswerte (Anf), d. s. die Abweichungen der Längen der Himmelskörper vom Nullpunkt des ekliptikalen Umlaufs, nicht im Winkelmaß der Mondhäuser angegeben, sondern durch die Zahl der Tage (d), die der einzelne Planet benötigt hat, um nach Durchlauf durch den Nullpunkt der Ekliptik seine Länge zum Zeitpunkt der Epoche zu erreichen. Als Epoche wird hier die des Kālacakratantra, d. i. der Beginn des Nag-Monats des Jahres 806, verwendet.
Liste der Anfangswerte der fünf Planeten:
- Merkur: Anf(M)= -71,23 d,
- Venus: Anf(V)  – 8,4 d,
- Mars: Anf(M) 167 d,
- Jupiter: Anf(J) -2600 d,
- Saturn: Anf(S) -4820 d.

### Mittlere Längen der fünf Planeten
Zu der oben ermittelten Tageszahl addiert man für jeden Planeten den  Anfangswert und teilt das Ergebnis durch die Umlaufzeit. Der Rest dieser Division gibt für jeden Planeten die Zahl der Tage, die seit dem Durchlauf des jeweiligen Planeten durch den Nullpunkt der Ekliptik  vergangen sind  (tib.: sgos zhag):
{\displaystyle \lfloor {\frac {Tageszahl+Anf}{U}}\rfloor }.
Da sich diese Zahl zur vollen Umlaufzeit  genauso verhält, wie die im Winkelmaß angegebene mittlere Länge eines Planeten zum Winkelmaß des vollen Umlaufs in der Ekliptik (= 27), ergibt sich für jeden Planeten als Winkelmaß für die mittlere Länge:
{\displaystyle {\frac {\lfloor {\frac {Tageszahl+Anf}{U}}\rfloor \cdot 27}{U}}}.

## Die langsamen Füße der Planeten: siderische Mittelpunktsgleichungen

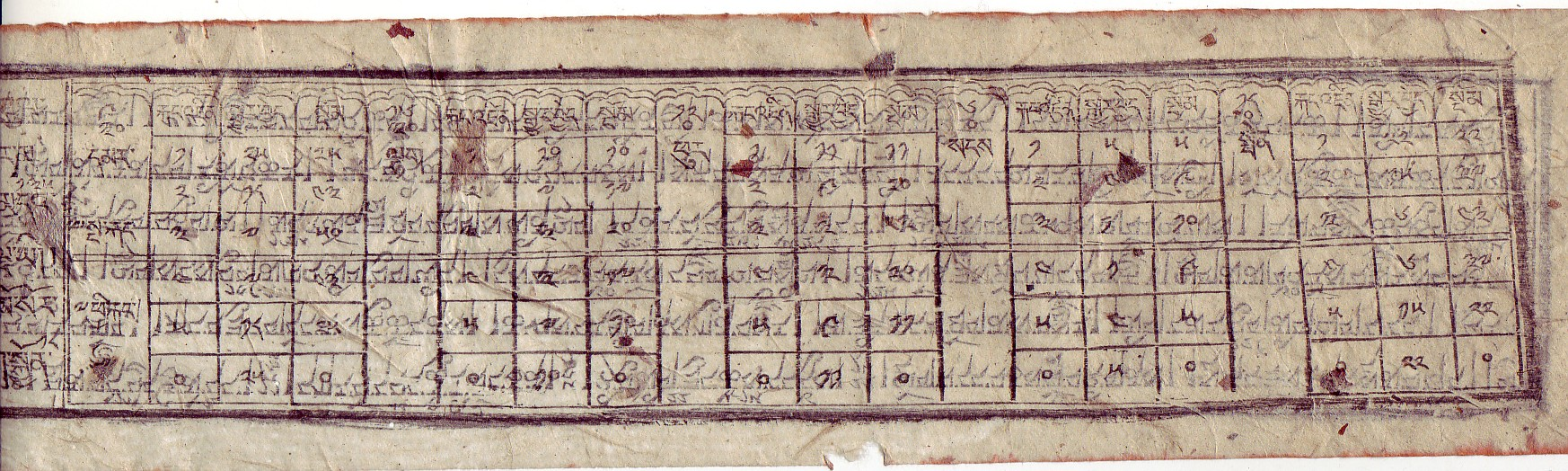
Tibetische Tafel der Mittelpunktsgleichungen der fünf Planeten Merkur, Venus, Mars, Jupiter und Saturn

Da sich die Planeten, in der tibetischen Astronomie einschließlich Sonne und Mond, nicht auf einer Kreisbahn, sondern sich annähernd auf einer Ellipse um die Erde bewegen, variiert ihre Winkelgeschwindigkeit. Diese unterschiedlichen Winkelgeschwindigkeiten führen dazu, dass die tatsächlichen ekliptikalen Längen dieser Himmelskörper von den berechneten mittleren Längen abweichen. Die mathematische Formel, mit der man diese Abweichungen von der mittleren Länge berechnet, nennt man Mittelpunktsgleichungen. In der graphischen Darstellung ergibt sich aus diesen Gleichungen jeweils eine trigonometrische Kurve.
Bezüglich des Mondes und der Sonne wurden die Mittelpunktsgleichungen im Kontext der Tibetischen astronomischen Kalenderrechnung ausführlich dargestellt. Siehe hierzu Mittelpunktsgleichung des Mondes und Mittelpunktsgleichung der Sonne.
Da die Berechnung der Mittelpunktsgleichungen der restlichen fünf Planeten, die langsame Füße genannt werden (tib.: dal rkang),  bei entsprechender Aufteilung der Ekliptik in zwölf Abschnitte analog zu den Berechnungen der Mittelpunktsgleichung der Sonne durchgeführt wurde, genügt es hier, die Längen der Nullpunkte der anomalistischen Umläufe und die Interpolationstafeln aufzuführen.
Nullpunkte, Aphel und Perihel der anomalistischen Umläufe  der Planeten:
| Planet  | Nullpunkt des anomalistischen Umlaufs in Mondhäuser | Sonnenfernster Punkt (Aphel) in Mondhäuser | Sonnennächster Punkt (Perihel) in Mondhäuser | Sonnennächster Punkt nach Kālacakratantra in Grad | Tatsächlicher Wert (Perihel) 500 n. Chr. | Tatsächlicher Wert (Perihel) 1900 n. Chr. |
| Merkur  | [16,30]/(27,60)                                     | [23,15]/(27,60)                            | [9,45]/(27,60)                               | 130 Grad                                          | 144,1 Grad                               | 165,9 Grad                                |
| Venus   | [6,0]/(27,60)                                       | [12,45]/(27,60)                            | [26,15]/(27,60)                              | 350 Grad                                          | 290,5 Grad                               | 310,2 Grad                                |
| Mars    | [9,30]/(27,60)                                      | [16,15]/(27,60)                            | [2,45]/(27,60)                               | 36,66 Grad                                        | 38,5 Grad                                | 64,2 Grad                                 |
| Jupiter | [12,0]/(27,60)                                      | [18,45]/(27,60)                            | [5,15]/(27,60)                               | 70 Grad                                           | 80,2 Grad                                | 102,7 Grad                                |
| Saturn  | [18,0]/(27,60)                                      | [24,45]/(27,60)                            | [11,15]/(27,60)                              | 150 Grad                                          | 153,7 Grad                               | 181,1 Grad                                |

Tafel für die Mittelpunktsgleichungen der fünf Planeten:
|                                                                              | n: Zugriffsnummern der Gleichungen (tib.: rkang ´dzin) | Mars: Steigung der Funktion oder Multiplikator (tib.: sgyur byed) | Mars: Anfangswerte der Funktionen (tib.: rkang sdom) | Merkur: Steigung der Funktion oder Multiplikator (tib.: sgyur byed) | Merkur: Anfangswerte der Funktionen (tib.: rkang sdom) | Jupiter: Steigung der Funktion oder Multiplikator (tib.: sgyur byed) | Jupiter: Anfangswerte der Funktionen (tib.: rkang sdom) | Venus: Steigung der Funktion oder Multiplikator (tib.: sgyur byed) | Venus: Anfangswerte der Funktionen (tib.: rkang sdom) | Saturn: Steigung der Funktion oder Multiplikator (tib.: sgyur byed) | Saturn: Anfangswerte der Funktionen (tib.: rkang sdom) |
| Erste Hälfte der Gleichungen (tib.: snga rkang): Zu addierende Beträge.      | 1                                                      | 25                                                                | 25                                                   | 10                                                                  | 10                                                     | 11                                                                   | 11                                                      | 5                                                                  | 5                                                     | 22                                                                  | 22                                                     |
| Erste Hälfte der Gleichungen (tib.: snga rkang): Zu addierende Beträge.      | 2                                                      | 18                                                                | 43                                                   | 7                                                                   | 17                                                     | 9                                                                    | 20                                                      | 4                                                                  | 9                                                     | 15                                                                  | 37                                                     |
| Erste Hälfte der Gleichungen (tib.: snga rkang): Zu addierende Beträge.      | 3                                                      | 7                                                                 | 50                                                   | 3                                                                   | 20                                                     | 3                                                                    | 23                                                      | 1                                                                  | 10                                                    | 6                                                                   | 43                                                     |
| Zweite Hälfte der Gleichungen (tib.: phyi rkang): Zu subtrahierende Beträge. | 4                                                      | -7                                                                | 43                                                   | -3                                                                  | 17                                                     | -3                                                                   | 20                                                      | -1                                                                 | 9                                                     | -6                                                                  | 37                                                     |
| Zweite Hälfte der Gleichungen (tib.: phyi rkang): Zu subtrahierende Beträge. | 5                                                      | -18                                                               | 25                                                   | -7                                                                  | 10                                                     | -9                                                                   | 11                                                      | -4                                                                 | 5                                                     | -15                                                                 | 22                                                     |
| Zweite Hälfte der Gleichungen (tib.: phyi rkang): Zu subtrahierende Beträge. | 6                                                      | -25                                                               | 0                                                    | -10                                                                 | 0                                                      | -11                                                                  | 0                                                       | -5                                                                 | 0                                                     | -22                                                                 | 0                                                      |

## Die schnellen Füße der fünf Planeten: Berechnung der geozentrischen Abweichungen der Längen der Planeten

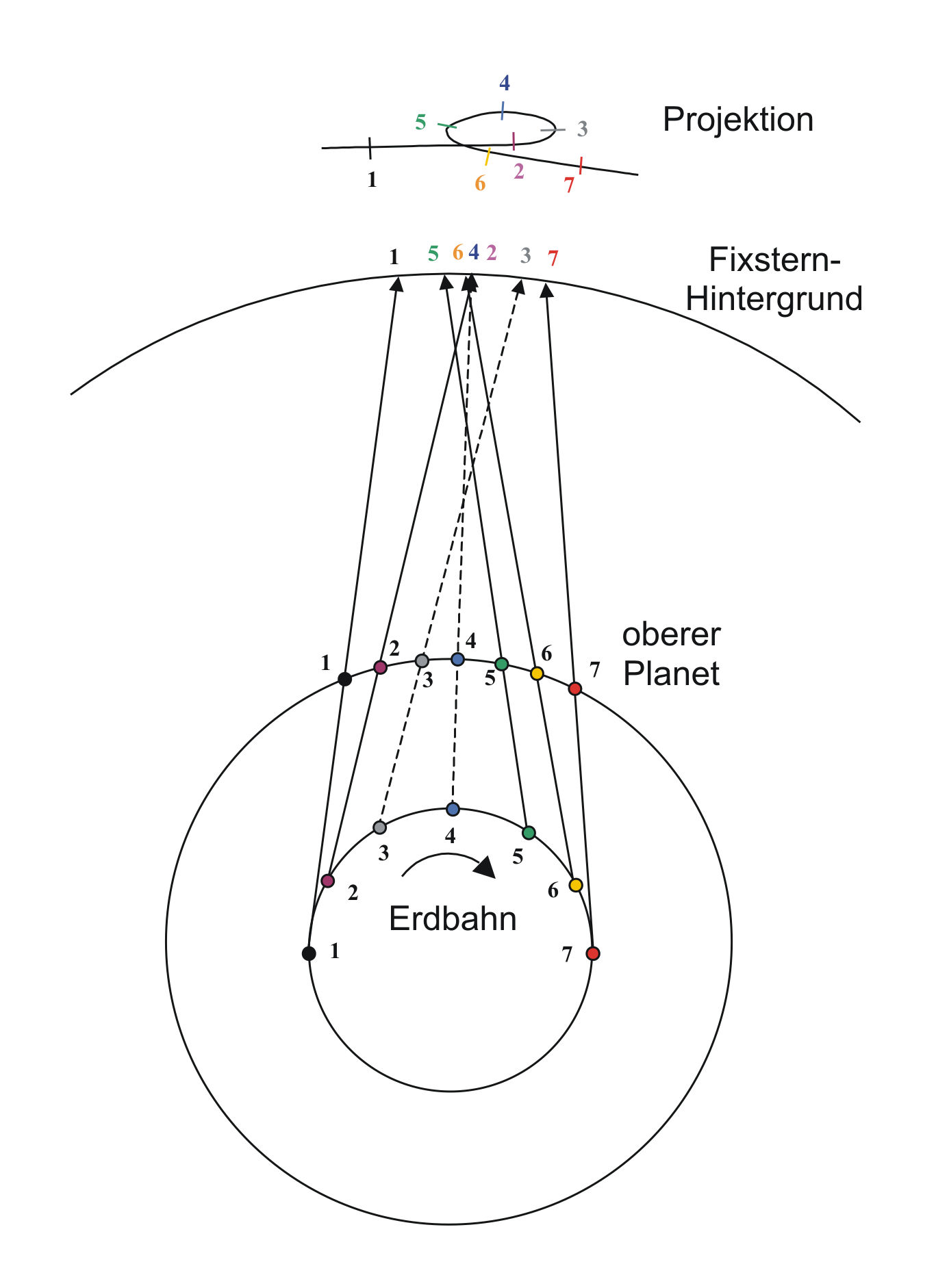
Rückläufige Bewegung und Schleifenbahn eines äußeren Planeten

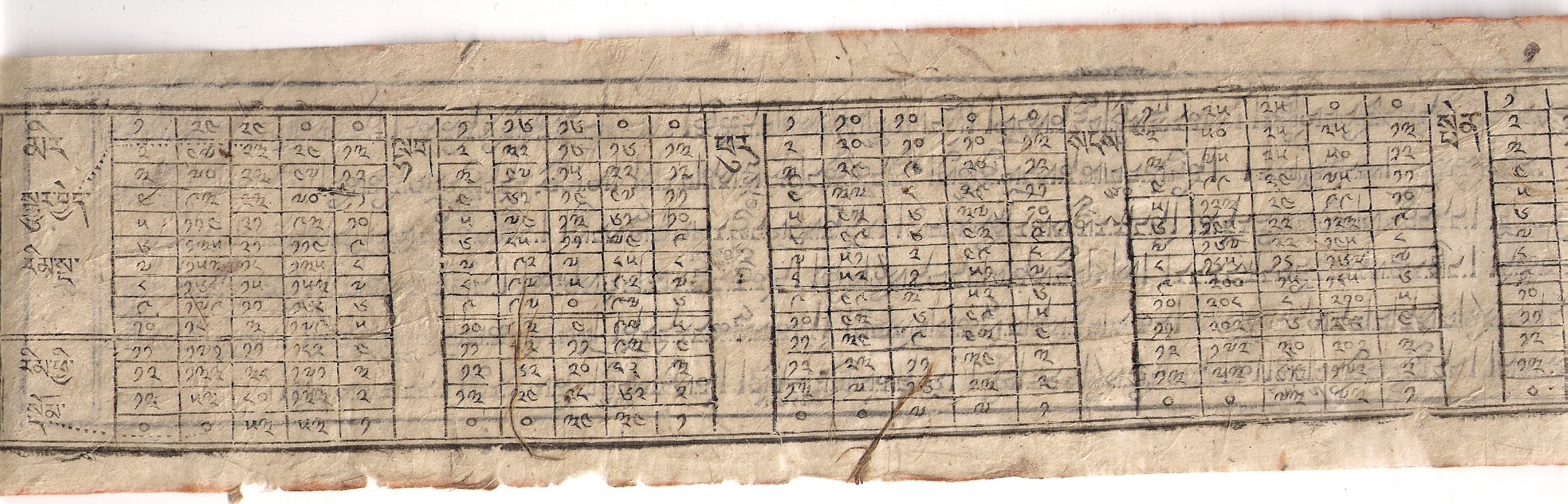
Tafel zur Berechnung der geozentrischen Abweichungen der ekliptikalen Längen der Planeten

Eine weitere Korrektur der mittleren Länge eines Planeten, die in der tibetischen Astronomie nach Berücksichtigung der Mittelpunktsgleichungen berechnet wird, beruht auf dem Umstand, dass sich für einen Beobachter auf der Erde die Bewegung der Erde in der scheinbaren Bewegung der Planeten gleichsam spiegelt.
Zeichnet man auf der rechtsstehenden Abbildung Geraden vom Mittelpunkt der Erdbahn durch die Planetenpositionen 1 bis 7, so ergeben sich an den Schnittpunkten 1 bis 7 der Planetenpositionen Winkel, die die Abweichung der geozentrischen Länge von der berechneten siderischen Länge beschreiben.
In der tibetischen Astronomie werden diese Abweichungen mit einem System linearer Gleichungen berechnet, die man „schelle Füße“ (tib.: myur rkang) nennt. Tibetische Werke zur Astronomie enthalten Tafeln mit den Anfangswerten und Steigungen dieser Gleichungen, mit denen man die Abweichung der geozentrischen Längen von den siderischen Längen berechnet. Die Berechnungsmethode beruht vollständig auf den Angaben des Kālacakratantra und wurde von den tibetischen Astronomen nicht verändert. Es ist davon auszugehen, dass die zur Berechnung verwendeten Werte rein empirisch aus längeren Beobachtungsreihen gewonnen wurden.